# Diocesi di Graz-Seckau

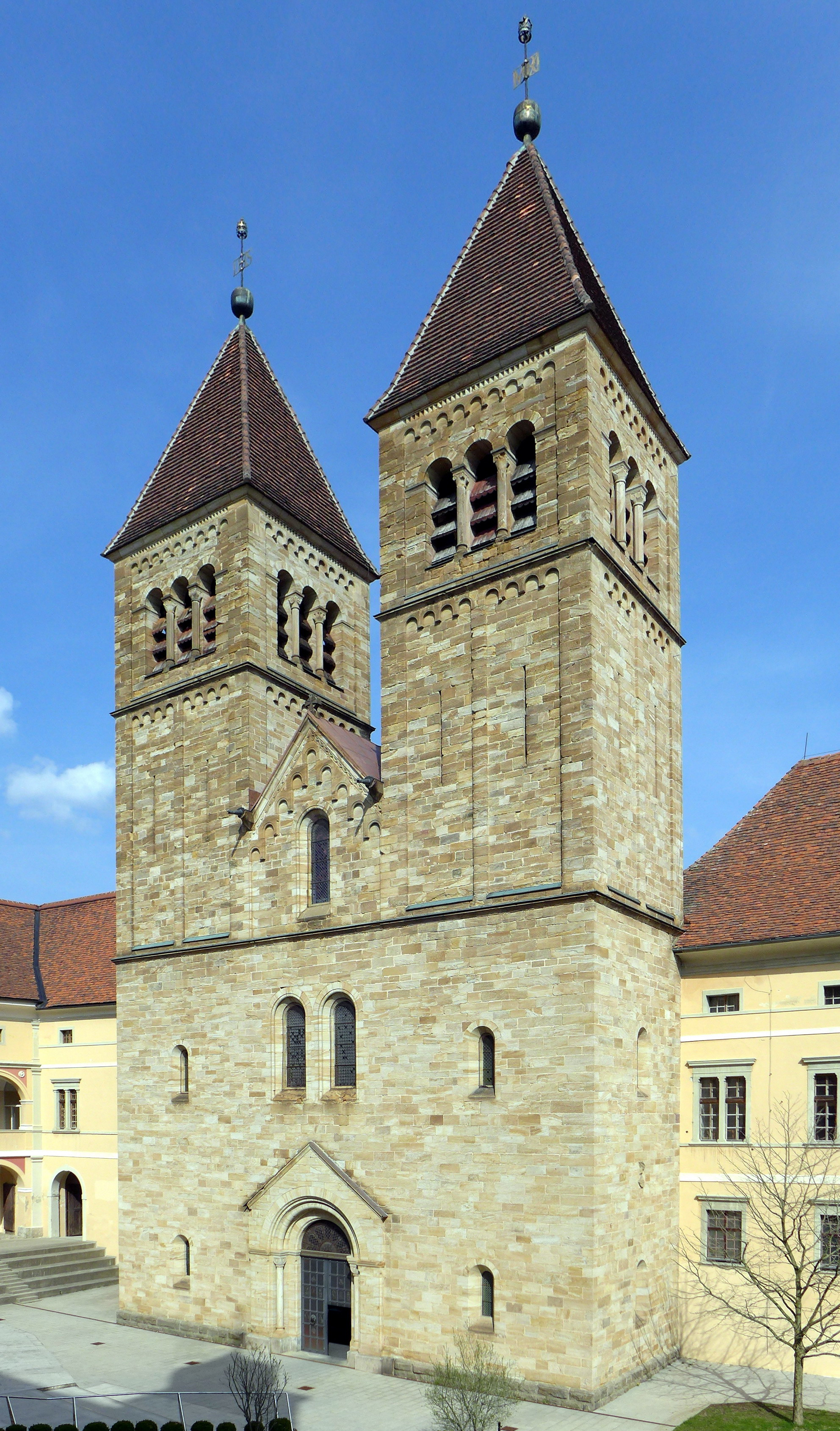
La concattedrale dell'Assunzione di Maria Vergine di Seckau.

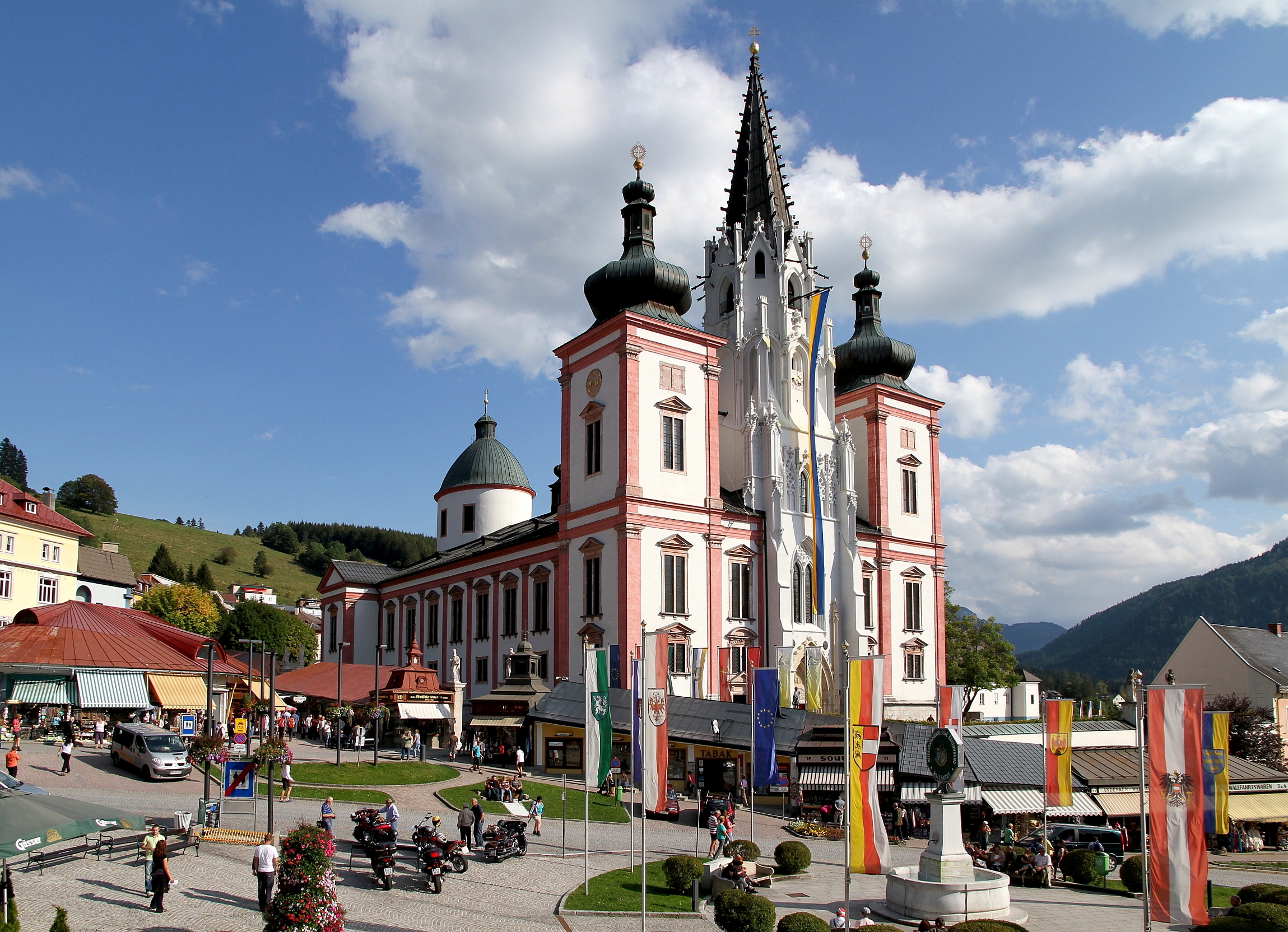
La basilica minore e santuario nazionale di Mariazell.

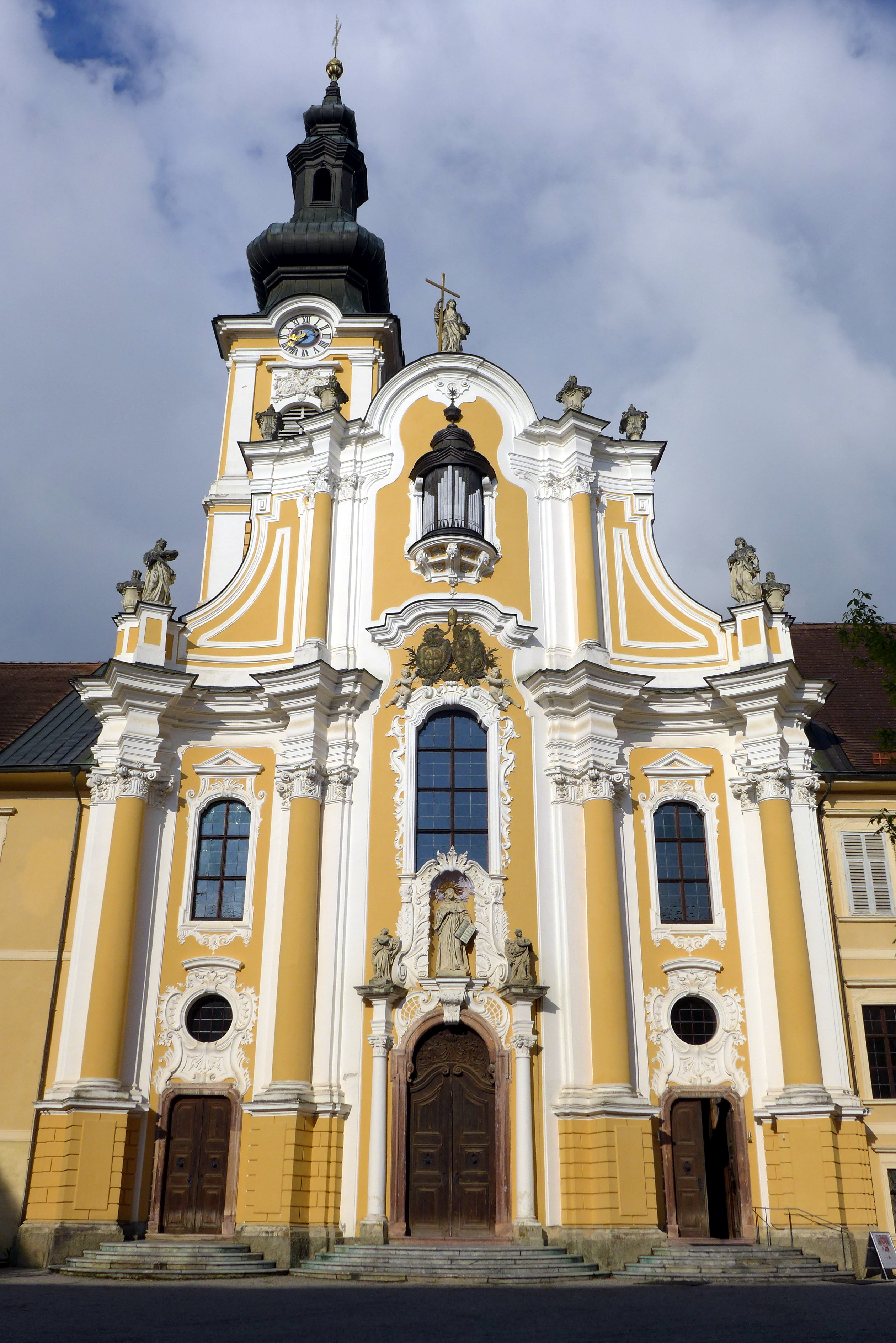
La facciata della chiesa abbaziale di Rein.

La diocesi di Graz-Seckau (in latino Dioecesis Graecensis-Seccoviensis) è una sede della Chiesa cattolica in Austria suffraganea dell'arcidiocesi di Salisburgo. Nel 2023 contava 792.500 battezzati su 1.265.422 abitanti. È retta dal vescovo Wilhelm Krautwaschl.

## Territorio
La diocesi comprende lo stato federato austriaco della Stiria.
Sede vescovile è la città di Graz, dove si trova la cattedrale di Sant'Egidio. A Seckau si erge la concattedrale dell'Assunzione di Maria Vergine. In diocesi sorgono anche l'ex cattedrale della diocesi di Leoben, che è l'abbazia di Göss, dedicata a Santa Maria e Sant'Andrea, e 4 basiliche minori: la basilica della Natività di Maria di Mariazell, santuario nazionale, la basilica di Mariatrost a Graz, la basilica di Santa Maria Addolorata a Weiz e la basilica dell'abbazia cistercense di Rein.
Il territorio si estende su 16.440 km² ed è suddiviso in 388 parrocchie.

## Storia
La diocesi di Seckau fu eretta il 22 giugno 1218 dall'arcivescovo di Salisburgo Eberardo II con il consenso di papa Onorio III, espresso nel breve Quod non tua, ricavandone il territorio dalla stessa arcidiocesi di Salisburgo. Questa diocesi, come quelle di Gurk, Chiemsee e Lavant (oggi arcidiocesi di Maribor), erano diocesi "proprie" dell'arcivescovo di Salisburgo (in tedesco: Salzburger Eigenbistumer), ossia diocesi fondate dagli arcivescovi salisburghesi all'interno del vasto territorio della loro arcidiocesi, i quali nominavano i vescovi senza elezione da parte dei rispettivi capitoli dei canonici e li intronizzavano nelle rispettive sedi. Questo speciale privilegio perdurò fino alla pubblicazione del Codice di diritto canonico nel 1917.
Dal 26 ottobre 1218 il vescovo ebbe il titolo e la dignità di principe-vescovo, il quale però non implicava l'immediatezza imperiale, essendo la loro nomina legata all'autorità dell'arcivescovo di Salisburgo. I vescovi di Seckau erano di fatto vassalli del loro arcivescovo. Facevano parte dei benefici del principe-vescovo di Seckau 4 parrocchie, diversi ettari di foreste, alcune proprietà immobiliari, tra cui una casa a Graz, che più tardi diventerà la sede dei vescovi. Dall'inizio dell'Ottocento il titolo di principe-vescovo fu solo onorifico e cadde in disuso dopo il decreto Attentis dispositionibus della Sacra Congregazione Concistoriale del 12 maggio  1951.
Come cattedrale della nuova diocesi fu scelta la chiesa dei canonici regolari di Seckau, città che divenne la sede della diocesi, e da cui prese il nome.
Dal punto di vista canonico, i vescovi di Seckau esercitavano i diritti e gli incarichi di vicarius in pontificalibus dell'arcivescovo di Salisburgo nel solo territorio che era stato loro affidato. La loro posizione dunque era molto simile a quella dei corepiscopi dell'Alto Medioevo o di un vescovo ausiliare dei secoli successivi. Solo alla fine del XVI secolo i loro poteri si ampliarono e furono estesi a tutta la Stiria.
Le riforme in campo ecclesiastico introdotte dall'imperatore Giuseppe II alla fine del Settecento portarono ad una riorganizzazione della geografia ecclesiastica dell'Austria. La Stiria fu divisa fra tre diocesi: la nuova diocesi di Leoben, eretta canonicamente nel 1786, e le diocesi di Seckau e Lavant, i cui territori, per la prima volta, furono definiti e circoscritti. A Seckau spettò la Stiria centrale e il distretto di Maribor, e contestualmente la sede fu stabilita a Graz. In questo modo la diocesi divenne bilingue, dove si parlava tedesco e sloveno.
L'erezione della diocesi di Leoben non ebbe successo, e dopo la morte del suo unico vescovo nel 1800, la diocesi fu dapprima affidata ai vicari capitolari, e poi, dal 1808, fu data in amministrazione apostolica ai vescovi di Seckau.
Il 1º settembre 1859 fu risolto il problema del bilinguismo in cui si erano venute a trovare le diocesi di Seckau e di Lavant. Seckau, che ampliò il proprio territorio con quello della soppressa diocesi di Leoben, cedette alla diocesi di Lavant il distretto di Maribor, dove i vescovi trasferirono la loro sede. In questo modo Seckau divenne una diocesi omogenea di lingua tedesca, mentre Lavant, che aveva contestualmente ceduto a Gurk le sue parrocchie della Carinzia, divenne una diocesi di lingua slovena.
I confini tra le diocesi stabiliti nel 1859 coincidevano quasi perfettamente con i confini tra Austria e Jugoslavia definiti dopo la prima guerra mondiale. Alcuni piccoli aggiustamenti furono introdotti il 27 settembre 1923: Seckau cedette a Lavant due parrocchie e due frazioni di parrocchie, e ricevette in cambio la parrocchia di Soboth in Stiria.
Il 22 aprile 1963, a quasi due secoli dal trasferimento della sede a Graz, la diocesi ha assunto il nome attuale in forza del decreto Apostolicis sub plumbo litteris della Congregazione Concistoriale.

## Cronotassi dei vescovi
Si omettono i periodi di sede vacante non superiori ai 2 anni o non storicamente accertati.

### Vescovi di Seckau
- Karl von Friesach † (25 settembre 1218 - 14 dicembre 1230 deceduto)
- Heinrich † (agosto 1231 - 7 ottobre 1243 deceduto)
- Ulrich † (gennaio 1244 - 6 giugno 1268 deceduto)[7]
- Wernhard von Marsbach † (2 novembre 1268 - 20 gennaio 1283 deceduto)
- Leopold † (7 marzo 1283 - 13 dicembre 1291 deceduto)
- Heinrich † (1292 - 27 febbraio 1297 deceduto)
- Ulrich von Paldau † (1297 - 3 febbraio 1308 deceduto)
- Friedrich von Mitterkirchen † (6 aprile 1308 - 23 agosto 1318 deceduto)
- Wocho † (1318 - 30 ottobre 1334 deceduto)
- Heinrich von Burghausen † (1334 - 13 luglio 1337 deceduto)
- Rudmar von Hader † (1337 - 28 settembre 1352 deceduto)
- Ulrich von Weißenegg † (30 ottobre 1355 - 25 marzo 1371 deceduto)
- Augustin Münzmeister von Breisach, O.E.S.A. † (26 aprile 1372 - 25 marzo 1380 deceduto)
- Johann von Neuberg † (30 settembre 1380 - 10 giugno 1399 deceduto)
- Friedrich von Perneck † (1399 - 4 settembre 1414 deceduto)
- Sigmar von Holleneck † (1415 - 15 giugno 1417 deceduto)
- Ulrich von Albeck † (15 dicembre 1417 - 1431 deceduto)
- Konrad von Reisberg † (? - 8 giugno 1443 deceduto)
- Georg Lembucher † (1443 - 20 ottobre 1446 deceduto)
- Friedrich Gren † (1446 - 15 novembre 1452 deceduto)
- Georg Überacker † (2 luglio 1452 - 30 gennaio 1477 deceduto)
- Christoph von Trautmannsdorf † (prima del 4 maggio 1477 - 16 novembre 1480 deceduto)
- Johann Serlinger † (1480 - 1481 dimesso)
- Matthias Scheit † (30 dicembre 1481 - 1502 dimesso)
- Christoph von Zach † (29 luglio 1502 - 27 settembre 1508 deceduto)
- Christoph Rauber † (1509 - 26 ottobre 1536 deceduto)[8]
- Georg von Tessing † (1536 - 1541 deceduto)
- Christoph von Lamberg † (1541 - 1546 dimesso)
- Johann von Malentein † (1546 - 1549 o 1550 deceduto)
- Petrus Percic † (1550 - 8 maggio 1572 deceduto)
- Georg Agricola † (1572 - 16 marzo 1584 deceduto)
  - Sigmund von Arzt † (1584 deceduto) (vescovo eletto)
- Martin Brenner † (1585 - 1615 dimesso)
- Jakob Eberlein † (1615 - 12 agosto 1633 deceduto)
- Johannes Markus von Aldringen † (agosto 1633 - 3 febbraio 1664 deceduto)
- Maximilian Gandolph von Künburg † (3 marzo 1665 - 12 novembre 1668 nominato arcivescovo di Salisburgo)
- Wenzel Wilhelm von Hofkirchen † (20 febbraio 1670 - 6 novembre 1679 deceduto)
- Johann Ernst von Thun und Hohenstein † (29 dicembre 1679 - 24 novembre 1687 nominato arcivescovo di Salisburgo)
- Rudolf Joseph von Thun † (16 febbraio 1690 - 20 maggio 1702 deceduto)
- Franz Anton Adolph von Wagensperg † (1702 - 18 febbraio 1712 nominato vescovo di Chiemsee)
- Joseph Dominikus Franz Kilian von Lamberg † (8 aprile 1712 - 15 marzo 1723 nominato vescovo di Passavia)
- Karl Joseph von Kuenburg † (21 aprile 1723 - 4 ottobre 1723 nominato vescovo di Chiemsee)
- Leopold Anton Eleutherius von Firmian † (17 gennaio 1724 - 22 dicembre 1727 nominato arcivescovo di Salisburgo)
- Jakob Ernst von Liechtenstein-Kastelkorn † (17 gennaio 1728 - 26 gennaio 1739 nominato vescovo di Olomouc)
- Leopold Ernest von Firmian † (13 febbraio 1739 - 26 settembre 1763 nominato vescovo di Passavia)
- Joseph Philipp Franz von Spaur † (6 ottobre 1763 - 20 marzo 1780 nominato vescovo di Bressanone)
- Joseph Adam Arco † (6 aprile 1780 - 3 giugno 1802 deceduto)
- Johann Friedrich von Waldenstein-Wartenberg † (13 agosto 1802 - 15 aprile 1812 deceduto)
- Simon Melchior de Petris † (19 aprile 1812 - 1º agosto 1823 dimesso)
- Roman Sebastian Zängerle, O.S.B. † (10 settembre 1824 - 27 aprile 1848 deceduto)
- Joseph Othmar von Rauscher † (12 aprile 1849 - 27 giugno 1853 nominato arcivescovo di Vienna)
- Ottokar Maria von Attems † (5 novembre 1853 - 12 aprile 1867 deceduto)
- Johann Baptist Zwerger † (12 ottobre 1867 - 14 agosto 1893 deceduto)
- Leopold Schuster † (20 ottobre 1893 - 18 marzo 1927 deceduto)
- Ferdinand Stanislaus Pawlikowski † (26 aprile 1927 - 7 dicembre 1953 dimesso[9])
- Josef Schoiswohl † (18 gennaio 1954 - 22 aprile 1963)

### Vescovi di Graz-Seckau
- Josef Schoiswohl † (22 aprile 1963 - 1º gennaio 1969 dimesso[10])
- Johann Weber † (10 giugno 1969 - 14 marzo 2001 dimesso)
- Egon Kapellari (14 marzo 2001 - 28 gennaio 2015 ritirato)
- Wilhelm Krautwaschl, dal 16 aprile 2015

## Statistiche
La diocesi nel 2023 su una popolazione di 1.265.422 persone contava 792.500 battezzati, corrispondenti al 62,6% del totale.
| anno | popolazione | popolazione | popolazione | presbiteri | presbiteri | presbiteri | presbiteri                | diaconi | religiosi | religiosi | parrocchie |
| anno | battezzati  | totale      | %           | numero     | secolari   | regolari   | battezzati per presbitero | diaconi | uomini    | donne     | parrocchie |
| ---- | ----------- | ----------- | ----------- | ---------- | ---------- | ---------- | ------------------------- | ------- | --------- | --------- | ---------- |
| 1950 | 952.400     | 1.080.200   | 88,2        | 933        | 627        | 306        | 1.020                     |         | 342       | 1.860     | 370        |
| 1970 | 1.098.376   | 1.223.058   | 89,8        | 918        | 644        | 274        | 1.196                     |         | 315       | 1.679     | 379        |
| 1980 | 1.130.688   | 1.269.449   | 89,1        | 766        | 521        | 245        | 1.476                     | 11      | 345       | 1.577     | 392        |
| 1990 | 1.073.163   | 1.186.525   | 90,4        | 646        | 457        | 189        | 1.661                     | 30      | 286       | 1.002     | 394        |
| 1999 | 949.562     | 1.160.554   | 81,8        | 540        | 386        | 154        | 1.758                     | 38      | 266       | 761       | 389        |
| 2000 | 943.699     | 1.160.956   | 81,3        | 528        | 376        | 152        | 1.787                     | 51      | 254       | 714       | 389        |
| 2001 | 939.120     | 1.202.800   | 78,1        | 523        | 370        | 153        | 1.795                     | 51      | 257       | 689       | 388        |
| 2002 | 933.236     | 1.185.911   | 78,7        | 516        | 363        | 153        | 1.808                     | 50      | 258       | 672       | 388        |
| 2003 | 924.025     | 1.183.303   | 78,1        | 497        | 354        | 143        | 1.859                     | 48      | 237       | 670       | 388        |
| 2004 | 916.050     | 1.183.303   | 77,4        | 507        | 352        | 155        | 1.806                     | 48      | 243       | 657       | 388        |
| 2006 | 903.963     | 1.154.013   | 78,3        | 498        | 346        | 152        | 1.815                     | 55      | 261       | 592       | 388        |
| 2013 | 863.286     | 1.213.255   | 71,2        | 454        | 316        | 138        | 1.901                     | 71      | 230       | 489       | 388        |
| 2016 | 855.800     | 1.231.865   | 69,5        | 443        | 308        | 135        | 1.931                     | 77      | 234       | 436       | 388        |
| 2019 | 817.000     | 1.240.214   | 65,9        | 415        | 293        | 122        | 1.968                     | 74      | 222       | 400       | 388        |
| 2021 | 781.081     | 1.247.159   | 62,6        | 386        | 277        | 109        | 2.023                     | 72      | 206       | 355       | 388        |
| 2023 | 792.500     | 1.265.422   | 62,6        | 363        | 269        | 94         | 2.183                     | 79      | 184       | 344       | 388        |